# سیدنی (آیووا)
سیدنی (به انگلیسی: Sidney) شهری در ایالت آیووا کشور ایالات متحده آمریکا است که جمعیت آن در سرشماری سال ۲۰۱۰ میلادی، ۱٬۱۳۸ نفر بوده‌است.